# Kuppis Vilmos
Kuppis Vilmos, másként: Kupis (Nagyoroszi, 1818. március 6. – Komárom, 1864. október) gazdatiszt és megyei hivatalnok, Petőfi Sándor barátja.

## Élete
Kuppis Libor, Keglevich János gróf kasznárjának fia és Kuppis János jószágfelügyelő unokaöccse. Hat gimnáziumi osztályt végzett a kegyesrendieknél Nyitrán 1828-tól 1836-ig. 1836. március 6-án a kegyesrendiek közé lépett, de még ugyanazon év június 29-én elhagyta a rendet és Esztergomban gyógyszerész-gyakornok lett. Ezután a gazdasági pályára lépett és Sopronban 1839. október 21-én Petőfivel csaknem egy időben katonának állott be (a br. Gollner gyalogezredbe). Petőfivel szoros barátságot kötött. Midőn Petőfi megvált a katonaságtól, Kuppisnak adta emlékül Orlai Petrich Soma által csontlemezre festett arcképét és hozzá írta két költeményét: K. ... Vilmos barátomhoz (1842) és Katona barátomhoz (1844). Kuppis kiszolgálta a hat évet, majd Keglevich János grófnál lett írnok. Később ugyanott a gazdaságnál nyert alkalmazást. 1846-ban tavaszán Pestre ment, ahol unokatestvérével, Kuppis Leóval együtt látogatták meg Pesten a Hatvani utcában lakó Petőfit. Kuppis Leó akkor vasúti mérnök volt. Amint a szobába beléptek, Petőfi és Kuppis Vilmos mindjárt megismerték egymást, összeölelkeztek, összecsókolóztak és Petőfi rögtön megkérdezte, hogy írt hozzá verset, olvasta-e? Körülbelül egy fél óráig beszélgettek katonai életükről. Ekkor Kuppis Pesten maradt és Petőfi segélyezte. 1847-ben Weisz báróhoz ment kasznárnak Bars megyébe. 1848-ban honvéd lett, később megnősült. A szabadságharc alatt Petőfi és Kuppis Vilmos nem látták egymást, mert az egyik Erdélyben, a másik Felső-Magyarországban harcolt. A szabadságharc után Bars megyénél szolgált Aranyosmaróton, később megyei igazgató lett Komáromban.
Petőfivel levelezett és maga is írt lapokba. A család nyilatkozata szerint kéziratai, Petőfinek arcképe és több levele, költeménye fiának Sándornak birtokába jutott, ezek azonban ismeretlen helyre kerültek.